# Jake Atlas
Jake Atlas (Kampfname; bürgerlich Kenny Marquez, * 5. Oktober 1994 in El Monte, Kalifornien) ist ein ehemaliger amerikanischer Wrestler. Er stand zuletzt bei All Elite Wrestling unter Vertrag und war davor bei der WWE angestellt. Dort trat er regelmäßig in deren Show NXT auf.

## Wrestling-Karriere

### Erste Anfänge (2016–2017)
Als gebürtiger Kalifornier trainierte Marquez an der örtlichen Santino Bros. Wrestling Academy und gab am 6. August 2016 unter dem Ringnamen Jake Atlas sein Ringdebüt gegen Robby Phoenix. Er trat zwischen 2016 und 2017 in zahlreichen kalifornischen Promotionen auf, darunter Orange County Championship Wrestling, Empire Wrestling Federation, USA von Baja Star, All Pro Wrestling, Gold Rush Pro Wrestling und Championship Wrestling. Während seiner Karriere bei Atlas gewann er die Titel Santino Bros. Wrestling SBW Championship, All Pro Wrestling Universal Heavyweight und Junior Heavyweight Championships.

### World Wrestling Entertainment (2018–2021)
Atlas früheste Verbindung mit WWE fand bereits 2018 statt. Er trat erstmals mit Stephanie McMahon in einer Episode von Celebrity Undercover Boss auf. Atlas erhielt Berichten zufolge 25.000 US-Dollar als Anzahlung für ein Haus und wurde als Botschafter der WWE eingestellt. Im Juli des Jahres arbeitete Atlas im Be A Star Programm in Boston, Massachusetts. Am 23. Oktober 2019 unterschrieb Atlas offiziell bei WWE. In der NXT-Folge vom 1. April 2020 wurde Atlas bei seinem Debüt von Dexter Lumis besiegt. In der Folge von 205 Live vom 19. Juni 2020 gab Atlas sein Debüt, bei dem er Jack Gallagher besiegte. Am 6. August 2021 wurde er von der WWE entlassen.

### All Elite Wrestling (Seit Dezember 2021)
Am 28. Dezember 2021 debütierte Jake Atlas bei AEW Dark mit einem Sieg über Serpentico. Anschließend wurde er von Tony Khan unter Vertrag genommen und bestritt bei AEW Rampage am 7. Januar 2022 ein Match gegen Adam Cole, wobei er sich eine schwere Knieverletzung zu zog. Aufgrund dieser Verletzung beendete er seine Karriere.

## Titel und Auszeichnungen
- All Pro Wrestling
  - APW Junior Heavyweight Championship (1×)
  - APW Universal Heavyweight Championship (1×)

- PCW ULTRA
  - PCW ULTRA Light Heavyweight Championship (1×)

- Santino Bros. Wrestling
  - SBW Championship (1×)

- Pro Wrestling Illustrated
  - Nummer 331 der Top 500 Wrestler in der PWI 500 in 2019

## Privates
Atlas ist mexikanischer Herkunft. Er lebt mit seinem Lebenspartner in Florida. 2022 wurden Vorwürfe wegen häuslicher Gewalt medial bekannt, die aber wieder fallengelassen wurden.